# Richard Weger
Heinrich Richard Weger (* 25. Mai 1848 in Dresden; † 14. Januar 1923 ebenda) war ein deutscher Jurist und höherer sächsischer Staatsbeamter. Er war Geheimer Rat und Vorsitzender des Vorstandes der Landesversicherungsanstalt Sachsen.

## Leben und Wirken
Er war der Sohn des Kalkulators im Justizministerium Gottfried Heinrich Weger. Nach dem Besuch des Kreuz- gymnasiums in Dresden von Ostern 1862 bis Ostern 1867 studierte er an der Universität Leipzig  Rechtswissenschaft, unterbrochen durch seinen Militärdienst und der Beteiligung am Krieg gegen Frankreich.
Nach Ablegung der juristischen Staatsprüfung i1872 und praktischer Tätigkeit bei einem Rechtsanwalt wurde er am 1. Mai 1873 als Referendar bei der Königlich Sächsischen Polizeidirektion Dresden in den sächsischen Staatsdienst übernommen. 1877 erfolgte seine Versetzung zur Amtshauptmannschaft Oelsnitz und nach bestandener zweiter Staatsprüfung unter Ernennung zum Bezirksassessor 1882 zur Amtshauptmannschaft Freiberg. 
1883 wurde Weger zum Regierungsassessor befördert. Anlässlich der 1884 erfolgten Umgestaltung der Knappschaftskassen auf reichsgesetzlicher Grundlage wurde er den Bergamt Freiberg als Aushilfe zugeteilt und wenig später, im Juni 1885, zum Hilfsarbeiter beim Königlich Sächsischen Ministerium des Innern in Dresden ernannt. Hier wurde er als Regierungsrat im Juni 1888 zum Vorstand der amtshauptmannschaftlichen Delegation Sayda und im August 1890 zum Vorstandsvorsitzenden der zur Durchführung der Invaliditäts- und Altersversicherung für das Königreich Sachsen errichteten Versicherungsanstalt ernannt. Dort wurde er 1895 zum Oberregierungsrat, 1898 zum Geheimer Regierungsrat und 1908 zum Geheimen Rat befördert. 1919 trat er in den Ruhestand und starb im Januar 1923.

## Ehrungen
- Ehrenbürger der Stadt Gottleuba für seine Verdienste um die dortigen Genesungsheime[1]